# Henri Guilleminot
 (décembre 2016).
Henri Jean Laurent Guilleminot est un militaire né à Strasbourg le 2 décembre 1926 et mort au champ d'honneur le 24 juin 1958 en Petite Kabylie. Il est parrain de la promotion 1975-1977 de Saint-Cyr. 

## Biographie
En 1943, il abandonne sa classe préparatoire à Saint-Cyr pour entrer dans la Résistance. Il passe au maquis de Lorris dans la forêt d'Orléans puis dans les FFI de Saône-et-Loire. À l'été 1944, il s'engage dans le 1er régiment de Bourgogne au sein de la 1re Armée Française. Il reçoit deux citations. Il est blessé en janvier 1945. Il est intégré au 35e Régiment d'Infanterie de mars 1945 jusqu'à la fin de la guerre.
Du 3 juillet au 31 décembre 1945, il suit les cours de l'École Interarmes de Coëtquidan avec la promotion Victoire.
Sous-lieutenant, il effectue un premier séjour en Indochine de juillet 1946 à janvier 1949. En haute région avec le 1er Bataillon Thaï, il est deux fois blessé, quatre fois cité et fait chevalier de la Légion d'honneur.
Revenu en Indochine pour un second séjour de l'été 1949 à l'été 1952, le lieutenant Guilleminot, à la tête d'une compagnie thaï, est à nouveau blessé et reçoit trois citations.
Nommé capitaine pour son troisième séjour en Indochine, il atterrit fin novembre 1952 dans le camp retranché de Na San en pleine bataille. En décembre, il mène une contre-attaque qui empêche la dernière attaque Việt Minh d'envergure de percer. 
À Diên Biên Phu, il commande la 12e compagnie du 3e bataillon Thaï défendant le point d'appui Anne-Marie puis après la désertion de son unité, prend le commandement de la 3e compagnie du 5e Bawouan et aux côtés de la 2e compagnie du lieutenant Phạm Văn Phú reprend le point d'appui Eliane 1 aux champs de La Marseillaise dans la nuit du 10 au 11 avril. Il est blessé deux fois et récolte trois autres citations. Fait prisonnier, il s'évade le lendemain de la capitulation pour être à nouveau capturé cinq jours plus tard. Nommé officier de la Légion d'honneur, il est libéré le 2 septembre 1954.
Il est affecté à sa demande comme instructeur à la division Nung regroupée au Sud Viêt Nam, où il sert jusqu'en juin 1955.
Il participe en 1956 à l'expédition de Suez dans l'état-major du général Beaufre.
En Algérie, il prend le commandement de la 4e Compagnie du 2e Régiment de Parachutistes Coloniaux. Il est tué en opération par la chute de son hélicoptère le 24 juin 1958 dans la vallée de la Soummam, secteur d'Akbou.

## Distinctions
- 14 citations
- : Commandeur de la Légion d'honneur le 13 novembre 1958
  -  : Officier de la Légion d'honneur par décret du 21 juillet 1954
  -  : Chevalier de la Légion d'honneur par décret du 30 décembre 1948
- : Croix de guerre 1939-1945
- : Croix de guerre des Théâtres d'opérations extérieurs
- : Croix de la valeur militaire avec palme